# نوریا رابانو
نوریا رابانو (اسپانیایی: Nuria Rábano‎؛ زادهٔ ۱۵ ژوئن ۱۹۹۹) بازیکن فوتبال اهل اسپانیا است که در پست دفاع چپ برای باشگاه فوتبال زنان بارسلونا در پریمرا دیویسیون بازی می‌کند.
از باشگاه‌هایی که در آن بازی کرده‌است می‌توان به رئال سوسیداد و دپورتیوو لاکرونیا اشاره کرد.